# Медаль Эдуарда
Медаль Эдуарда (короля Эдуарда VII) (англ. Edward Medal) — британская гражданская награда, учреждённая 13 июля 1907 года в знак признания храбрости шахтёров, подвергавших опасности свою жизнь ради спасения своих товарищей по работе. Королевским приказом от 1 декабря 1909 года медаль Эдуарда была разделена на два типа медалей: первый тип присуждался за героические действия в шахте, а второй тип медали в присуждался за героические действия на производстве.
Обе медали (за действия в шахте и за действия на производстве) были разделены на две степени: первая степень была сделана из серебра, вторая — из бронзы.

## Описание
Награда представляла собой круглую серебряную или бронзовую медаль, подвешенную на ленте шириной 3,5 см, которая была окрашена в тёмно-синий цвет с жёлтой каймой.
На медали, выдаваемой шахтёрам, были изображены угольщики во время работы. Медаль для рабочих изображала женскую фигуру с фабрикой на заднем плане.
Примечательно, что расходы на медаль Эдуарда выдаваемой за подвиги в шахтах нёс фонд, учреждённый группой филантропов (включая видных владельцев шахт), а не государство.
Медалью Эдуарда (шахты) было произведено 395 награждений — 77 раз первой степенью и 318 раз второй степенью. Медалью Эдуарда (промышленность) было произведено только 188 награждений — 25 раз первой степенью и 163 раза второй. Две награды были присуждены женщинам, что делает медаль Эдварда одной из самых редких британских наград.
В 1949 году появилась возможность награждать этой медалью посмертно.
Медаль Эдварда была упразднена в 1971 году. Выжившим кавалерам медали Эдварда (как и обладателям медали Альберта) была предоставлена возможность обменять свою награду на крест Георгия. Девять человек решили не обменивать свои медали на крест Георгия.